# Pico Arde
O Pico Arde é uma elevação portuguesa localizada no concelho da Ribeira Grande, costa Norte da ilha de São Miguel, arquipélago dos Açores.
Este acidente geológico tem o seu ponto mais elevado a 132 metros de altitude acima do nível do mar. Na imediação desta formação passa a Ribeira Grande e a Ribeira do Teixeira e encontra-se o Pico Vermelho.